# 谷田勇
谷田 勇（たにだ いさむ、1894年（明治27年）12月14日 - 1992年（平成4年）1月26日）は、日本の陸軍軍人。最終階級は陸軍中将。

## 経歴
本籍徳島県。東京府で谷田文衛陸軍中将の二男として生まれる。学習院（現学習院中・高等科）、広島陸軍地方幼年学校、中央幼年学校を経て、1915年（大正4年）5月、陸軍士官学校（27期）を卒業。同年12月、工兵少尉に任官し近衛工兵大隊付となる。1918年（大正7年）11月、陸軍砲工学校高等科（24期）を優等で卒業。電信第1連隊付などを経て、1924年（大正13年）11月、陸軍大学校（36期）を卒業した。
1925年（大正14年）12月、参謀本部付勤務となり、参謀本部員、第3師団参謀充用を務め、1930年（昭和5年）8月、工兵少佐に昇進し陸大教官に就任。1934年（昭和9年）8月、工兵中佐に進む。1936年（昭和11年）3月、第8師団参謀に就任し、工兵監部員、陸軍工兵学校教官、第10軍参謀充用を務め、1937年（昭和12年）11月、工兵大佐に昇進。その後、日中戦争に出征。1938年（昭和13年）2月、中支那派遣軍参謀（兵站監部参謀長）となり、第38師団参謀長を経て、1940年（昭和15年）12月、陸軍少将に進級し陸軍技術本部付となる。
1941年（昭和16年）6月、技術本部第2部長に就任し、同年7月、第2工兵隊司令官に転じ満州に赴任。防衛総司令部付を経て、1943年（昭和18年）5月、第8方面軍通信隊司令官に発令され、太平洋戦争に出征した。1944年（昭和19年）6月、陸軍中将に進み、ラバウルで終戦を迎えた。1946年（昭和21年）11月に復員した。
1948年（昭和23年）1月31日、公職追放の仮指定を受けた。

## 著作
- 『竜虎の争い：日本陸軍派閥抗争史』紀尾井書房、1984年。